# Melanthiden
Als Melanthiden bezeichnet man die von König Melanthos begründete Dynastie mythischer Könige von Attika. Diese umfasst zwei Könige.
Melanthos entriss dem König Thymoites den Thron und beendete so die Dynastie der Kekropiden.
Kodros war der letzte König auf dem attischen Thron. Da er sich im Krieg gegen die Peloponnesier selbst opferte und so der Sieg errungen wurde, hielt man niemanden für würdig ihm auf den Thron zu folgen. Stattdessen wurde ein Archon auf Lebenszeit gewählt.

## Genealogie der Melanthiden
Herrscher der Dynastie waren (anhand der bei antiken Geschichtsschreiber angegebenen Regierungsjahre berechnete Eduard Schwartz die (fiktiven) Regierungszeiten der Herrscher):
- Melanthos (1126/5 – 1089/8 v. Chr.)
- Kodros (1089/8 – 1068/7 v. Chr.)